# Kommunalwahl in Essen 2009
Die Kommunalwahl in Essen 2009 fand im Rahmen der Kommunalwahlen in Nordrhein-Westfalen 2009 am 30. August 2009 statt. Bei der Wahl hat jeder Essener ab 16 Jahren, der Bürger eines EU-Staates ist, drei Stimmen: Eine Stimme für die Wahl des Oberbürgermeisters, eine Stimme für den Rat der Stadt Essen und eine Stimme für die Bezirksvertretung seines Stadtbezirks. In der kreisfreien Stadt Essen hatten in der 14. Sitzungsperiode des Rates neun Parteien und drei Wählergruppen Mandate im Rat oder den Bezirksvertretungen. Auf Grund seiner Größe steht Essen ein Stadtrat mit mindestens 82 Volksvertretern zu.

## Parteien in Essen
Im Rat der Stadt Essen waren in der 14. Sitzungsperiode sieben Parteien und zwei Wählergruppen vertreten. Stärkste Partei war die Essener CDU, gefolgt von der SPD. Bündnis 90/Die Grünen lagen auf Platz drei. Die Wählergruppe Essener Bürger Bündnis auf Platz 4 gehört zu den Freien Wählern. Die FDP legt seit 1994 stetig zu und ist auf dem Platz 5 angelangt.
Der linke Rand des politischen Spektrums teilt sich in zwei Parteien und eine Wählergruppe. Die Partei Die Linke, die 2004 und 1999 noch als Partei des Demokratischen Sozialismus (PDS) antrat, und die Deutsche Kommunistische Partei (DKP) zum einen und die Wählergruppe Essen steht AUF, die der Marxistisch-Leninistische Partei Deutschlands (MLPD) als Kommunalwahlplattform für ihre Mitglieder dient, zum anderen. Zusammen erreichten die drei bei der Ratswahl 2004 4,7 % Wähleranteil und vier Ratsmandate. Die Parteien Die Linke, die DKP und die MLPD werden vom Verfassungsschutz beobachtet. Daneben saß von 2004 bis 2008 je ein Mitglied der Bürgerliste Nord in der Bezirksvertretung des Bezirks V und VI. Die Partei Bürgerrechtsbewegung Solidarität (BüSo) kandidiert 2009 mit einem eigenen Oberbürgermeisterkandidaten.
Vom rechten Rand des politischen Spektrums sind seit 2004 Die Republikaner sowie seit 2009 die NPD im Rat vertreten. 2009 tritt pro NRW mit einem eigenen Oberbürgermeisterkandidaten in Essen an.

## Der Rat der Stadt Essen
Bei den Kommunalwahlen 2009 wurde die SPD mit 31 Sitzen stärkste Partei. Sie hat den Rückstand von fünf Prozentpunkten auf die CDU (26 Sitze) in einen ebenso großen Vorsprung umwandeln können. Die Grünen landeten mit neun Sitzen auf Platz drei vor der FDP-Fraktion, die fünf Sitze im neuen Rat erhielt. Die Linke hat ebenfalls fünf Vertreter im Rat, während das Essener Bürger Bündnis einen Sitz verloren hat und mit drei Vertretern in den Stadtrat einzog.
Essen steht AUF sowie die Republikaner und die NPD zogen mit jeweils einem Mitglied in den Stadtrat ein. Der DKP fehlten 37 Stimmen zur Verteidigung ihres Ratsmandats.
| Rat der Stadt Essen: Wähleranteil und Sitze seit 1994 | Rat der Stadt Essen: Wähleranteil und Sitze seit 1994 | Rat der Stadt Essen: Wähleranteil und Sitze seit 1994 | Rat der Stadt Essen: Wähleranteil und Sitze seit 1994 | Rat der Stadt Essen: Wähleranteil und Sitze seit 1994 | Rat der Stadt Essen: Wähleranteil und Sitze seit 1994 | Rat der Stadt Essen: Wähleranteil und Sitze seit 1994 | Rat der Stadt Essen: Wähleranteil und Sitze seit 1994 | Rat der Stadt Essen: Wähleranteil und Sitze seit 1994 | Rat der Stadt Essen: Wähleranteil und Sitze seit 1994 | Rat der Stadt Essen: Wähleranteil und Sitze seit 1994 | Rat der Stadt Essen: Wähleranteil und Sitze seit 1994 | Rat der Stadt Essen: Wähleranteil und Sitze seit 1994 | Rat der Stadt Essen: Wähleranteil und Sitze seit 1994 | Rat der Stadt Essen: Wähleranteil und Sitze seit 1994 | Rat der Stadt Essen: Wähleranteil und Sitze seit 1994 | Rat der Stadt Essen: Wähleranteil und Sitze seit 1994 | Rat der Stadt Essen: Wähleranteil und Sitze seit 1994 | Rat der Stadt Essen: Wähleranteil und Sitze seit 1994 | Rat der Stadt Essen: Wähleranteil und Sitze seit 1994 | Rat der Stadt Essen: Wähleranteil und Sitze seit 1994 | Rat der Stadt Essen: Wähleranteil und Sitze seit 1994 |
| ----------------------------------------------------- | ----------------------------------------------------- | ----------------------------------------------------- | ----------------------------------------------------- | ----------------------------------------------------- | ----------------------------------------------------- | ----------------------------------------------------- | ----------------------------------------------------- | ----------------------------------------------------- | ----------------------------------------------------- | ----------------------------------------------------- | ----------------------------------------------------- | ----------------------------------------------------- | ----------------------------------------------------- | ----------------------------------------------------- | ----------------------------------------------------- | ----------------------------------------------------- | ----------------------------------------------------- | ----------------------------------------------------- | ----------------------------------------------------- | ----------------------------------------------------- | ----------------------------------------------------- |
| Wahl                                                  | CDU Nordrhein-Westfalen                               | CDU Nordrhein-Westfalen                               | SPD                                                   | SPD                                                   | Bündnis 90/Die Grünen                                 | Bündnis 90/Die Grünen                                 | Essener Bürger Bündnis                                | Essener Bürger Bündnis                                | FDP Nordrhein-Westfalen                               | FDP Nordrhein-Westfalen                               | Partei des Demokratischen Sozialismus                 | Partei des Demokratischen Sozialismus                 | Die Republikaner                                      | Die Republikaner                                      | Deutsche Kommunistische Partei                        | Deutsche Kommunistische Partei                        | Essen steht AUF                                       | Essen steht AUF                                       | Die Linke.                                            | Die Linke.                                            | RAT                                                   |
| 1994                                                  | 33,6                                                  | 30                                                    | 49,3                                                  | 44                                                    | 10,9                                                  | 9                                                     |                                                       |                                                       | 2,8                                                   | –                                                     |                                                       |                                                       | 1,4                                                   | –                                                     | 0,1                                                   |                                                       |                                                       |                                                       |                                                       |                                                       | 83                                                    |
| 1999                                                  | 49,4                                                  | 40                                                    | 35,0                                                  | 29                                                    | 8,1                                                   | 7                                                     |                                                       |                                                       | 2,9                                                   | 2                                                     | 2,1                                                   | 2                                                     | 2,5                                                   | 2                                                     |                                                       |                                                       |                                                       |                                                       | 82                                                    |                                                       |                                                       |
| 2004                                                  | 39,4                                                  | 32                                                    | 34,2                                                  | 28                                                    | 10,7                                                  | 9                                                     | 4,7                                                   | 4 2                                                   | 4,0                                                   | 3 5                                                   | 3,1                                                   | 2                                                     | 2,3                                                   | 2                                                     | 0,8                                                   | 1                                                     | 0,8                                                   | 1                                                     | 82                                                    |                                                       |                                                       |
| 2009                                                  | 31,9                                                  | 26                                                    | 37,2                                                  | 31                                                    | 11,4                                                  | 9                                                     | 4,2                                                   | 3                                                     | 6,4                                                   | 5                                                     |                                                       |                                                       | 1,2                                                   | 1                                                     | 0,6                                                   | 0                                                     | 0,7                                                   | 1                                                     | 5,6                                                   | 5                                                     | 82                                                    |

## Oberbürgermeister von Essen
Der bisherige Oberbürgermeister Wolfgang Reiniger war seit 1999 im Amt. Er wurde 2009 65 Jahre alt und trat bei der Kommunalwahl am 30. August 2009 nicht mehr als Kandidat an. Daher nominierte die CDU Franz-Josef Britz als Kandidaten, der gegen den für die SPD erneut antretenden Reinhard Paß unterlag. Beide amtierten in der abgelaufenen Ratsperiode als Fraktionsvorsitzende ihrer Parteien im Rat. Paß trat das Amt als Oberbürgermeister am 22. Oktober 2009 an.
Kandidatin der GRÜNEN war erneut die Fraktionsvorsitzende Hiltrud Schmutzler-Jäger., für die FDP ging Christian Stratmann ins Rennen.
Für die Partei Die Linke trat der ehemalige Bündnisgrüne und Diplom-Sozialarbeiter Hans-Peter Leymann-Kurtz an.
| Partei     | CDU      | SPD     | Grüne         | FDP       | Rep        | WG         |           |             |
| Kandidat   | Reiniger | Samland | Herrmann      | Kaiser    | Barth      | Wolf       |           |             |
| 12.9.1999  | 51,7     | 36,4    | 6,4           | 1,7       | 1,6        | 2,0        |           |             |
| Partei     | CDU      | SPD     | Grüne         | FDP       | PDS        | DKP        | PARTEI    |             |
| Kandidat   | Reiniger | Paß     | Schmutzler-J. | Geer      | Freye      | Schnittker | Stadtmann |             |
| 26.09.2004 | 49,0     | 36,4    | 6,0           | 2,3       | 2,8        | 1,1        | 2,4       |             |
| 10.10.2004 | 54,9     | 45,1    | –             | –         | –          | –          | –         |             |
| Partei     | CDU      | SPD     | Grüne         | FDP       | Linke      | DKP        | Pro NRW   | BüSo        |
| Kandidat   | Britz    | Paß     | Schmutzler-J. | Stratmann | Leymann-K. | Schnittger | Berger    | Kruczkowski |
| 30.08.2009 | 35,5     | 46,1    | 6,1           | 5,8       | 4,7        | 0,7        | 0,0       | 1,0         |

## Die neun Bezirksvertretungen von Essen

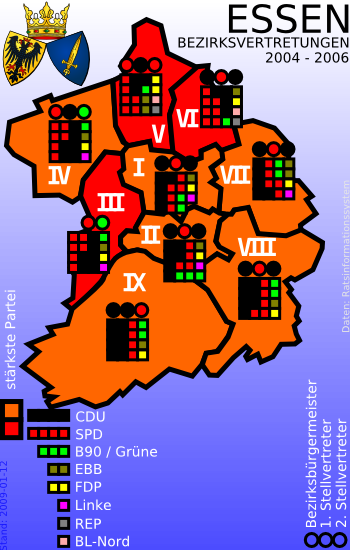
Zusammensetzung der Bezirksvertretungen 2004–2009

Essen ist in neun Bezirke unterteilt, die mit römischen Ziffern nummeriert sind.
| Sitzungsperiode 2004–2009 | Sitzungsperiode 2004–2009   | Sitzungsperiode 2004–2009 | Sitzungsperiode 2004–2009 | Sitzungsperiode 2004–2009 | Sitzungsperiode 2004–2009 | Sitzungsperiode 2004–2009 | Sitzungsperiode 2004–2009 | Sitzungsperiode 2004–2009 | Sitzungsperiode 2004–2009 | Sitzungsperiode 2004–2009 |
| Bezirk                    | Bezirksbürgermeister        | CDU                       | SPD                       | Grü                       | EBB                       | FDP                       | Lin                       | BLN                       | REP                       |                           |
| ------------------------- | --------------------------- | ------------------------- | ------------------------- | ------------------------- | ------------------------- | ------------------------- | ------------------------- | ------------------------- | ------------------------- | ------------------------- |
| I                         | Peter Valerius, CDU         | 7                         | 6                         | 2                         | 1                         | 1                         | 1                         |                           |                           | 18                        |
| II                        | Herbert Bauckhage, CDU      | 8                         | 5                         | 3                         | 1                         | 1                         | 1                         |                           |                           | 19                        |
| III                       | vakant                      | 6                         | 7                         | 2                         | 1                         | 1                         | 1                         |                           |                           | 18                        |
| IV                        | Helmut Kehlbreier, SPD      | 7                         | 7                         | 2                         | 1                         | 1                         | 1                         |                           |                           | 19                        |
| V                         | Hans-Wilhelm Zwiehoff, SPD  | 4                         | 8                         | 1                         | 2                         | 2                         |                           | 1                         | 1                         | 19                        |
| VI                        | Gisela Juschka, CDU         | 6                         | 8                         | 1                         | 1                         | 1                         |                           | 1                         | 1                         | 19                        |
| VII                       | Klaus Stumpe, CDU           | 7                         | 6                         | 2                         | 2                         | 1                         | 1                         |                           |                           | 19                        |
| VIII                      | Norbert von der Gathen, CDU | 9                         | 6                         | 2                         | 1                         | 1                         |                           |                           |                           | 19                        |
| IX                        | Hanslothar Kranz, CDU       | 10                        | 5                         | 2                         | 1                         | 1                         |                           |                           |                           | 19                        |

Stand: 12. Januar 2009